# JR東日本硬式野球部
JR東日本野球部（ジェイアールひがしにほんやきゅうぶ）は、東京都に本拠地を置き日本野球連盟に所属する東日本旅客鉄道（JR東日本）の社会人野球チームである。合宿所・練習グラウンドは千葉県柏市に所在する（JR東日本野球部柏野球場）。

## 概要
他のJRチームと同様、大正時代中期である鉄道省時代の1920年に「東京鉄道局」として創部。1950年に行われた日本国有鉄道（国鉄）の地方組織改正（鉄道管理局制導入）と1950年シーズンの国鉄スワローズ発足に伴うチームの再編で、「東京鉄道管理局」に改称し、千葉鉄道管理局や水戸鉄道管理局が独立した。
1987年、民営化時の野球部再編の際、東北ブロックを「JR東日本東北硬式野球部」に分割した。それに伴い東北ブロック以外の管理局チームを統合してJR東日本チームとなる。その後、盛岡・水戸・千葉・新潟各支社については野球部が再編された。
2005年シーズンから、三菱自動車岡崎を率いていた堀井哲也が監督に就任しチームの底上げに成功した。2005年以降、都市対抗野球大会では4回決勝戦に進出している。2011年、第82回都市対抗野球大会で同じ東京都勢のNTT東日本を決勝で破り、初優勝を飾った。翌年の第83回大会では大会50年ぶりとなる連覇を目指したが決勝で敗れた。
応援部には応援団・チアリーダー・吹奏楽団がある。応援専門の職員ではなくJR東日本や関連会社に勤務する職員の有志であり、鉄道に絡めた応援や仕事中に着る制服を着用してのダンスなどが恒例となっている。また応援にはSuicaのペンギンの着ぐるみが登場することもある。

## 設立・沿革
- 1877年（明治10年） - 日本初の野球チーム「新橋アスレチックス」が結成され、当時の工部省新橋鉄道管理局の職員が選手の多くを占める（1897年に解散）。
- 1920年（大正9年） - 「東京鉄道局」として創部。
- 1942年（昭和17年） - 都市対抗野球初出場（2回戦敗退）。
- 1950年（昭和25年） - 国鉄の組織再編に伴い、「東京鉄道管理局」に改称。
- 1987年（昭和62年） - 国鉄民営化に伴い、「JR東日本」に改称。
- 2001年（平成13年） - 日本選手権初出場（初戦敗退）。
- 2009年（平成21年） - 千葉県柏市布施（紀長伸銅工場跡）に、JR東日本野球部柏球場が完成。練習場、合宿所が千葉市美浜区から柏市に移転。
- 2011年（平成23年） - 第82回都市対抗野球大会（京セラドーム大阪）にて初優勝。

## 主要大会の出場歴・最高成績

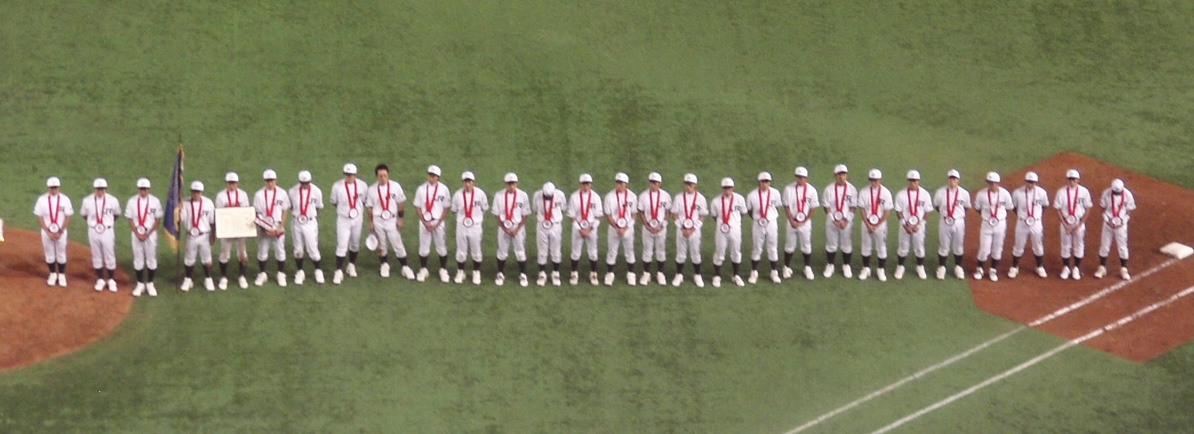
第78回都市対抗野球大会・準優勝 （2007年）

- 都市対抗野球大会 - 出場27回、優勝1回（2011年）
- 日本選手権 - 出場10回、準優勝1回（2012年）
- JABA北海道大会 - 優勝1回（2012年）
- JABA日立市長杯争奪大会 - 優勝1回（2014年）
- JABA東京スポニチ大会 - 優勝2回（2001,05年）
- JABA京都大会 - 優勝1回（2007年）
- JABA岡山大会 - 優勝1回（2013年）
- JABA四国大会 - 優勝1回（2013年）
- JABA九州大会 - 優勝2回（1998,2002年）
- JABA高砂市長杯争奪大会 - 優勝1回（1996年）
- JABA新潟大会 - 優勝1回（1974年）
- JABA富山市長旗争奪富山大会 - 優勝1回（2006年）
- JABA高山市長旗争奪飛騨高山大会 - 優勝1回（2008年）
- JABA関東選手権大会 - 優勝1回（2012年）

## 主な出身プロ野球選手

### 東京鉄道局
- 前川八郎：投手、内野手、外野手（1936年東京巨人軍入団）
- 田川弘：捕手（1936年大東京軍入団）
- 小林利蔵：内野手（1936年名古屋金鯱軍入団）
- 伊藤健太郎：外野手（1936年東京巨人軍入団）
- 小林茂太：外野手（1937年名古屋金鯱軍入団）
- 松葉昇：外野手（1947年南海ホークス入団）
- 飯田徳治：内野手、外野手（1947年南海ホークス入団）
- 古谷法夫：投手（1950年国鉄スワローズ入団）
- 初岡栄治：投手、外野手（1950年国鉄スワローズ入団）
- 榎本茂：外野手（1950年国鉄スワローズ入団）

### 東京鉄道管理局
- 石川尚任：外野手（1950年国鉄スワローズ入団）
- 小山恒三：投手（1952年国鉄スワローズ入団）
- 黒岩弘：投手（1954年国鉄スワローズ入団）
- 根来広光：捕手（1957年国鉄スワローズ入団）
- 岡野久一：内野手（1957年国鉄スワローズ入団）
- 河野安男：内野手 (1959年近鉄バファロー入団)
- 石井晶：内野手（1960年阪急ブレーブス入団）
- 鈴木皖武：投手（1962年国鉄スワローズ入団）

### JR東日本
- 赤星憲広：外野手（2000年阪神タイガースドラフト4位）
- 石川雅実：投手（2001年読売ジャイアンツドラフト4巡）
- 萩原多賀彦：投手（2001年ヤクルトスワローズドラフト6巡）
- 五十嵐貴章：投手（2001年ヤクルトドラフト7巡）
- 小山良男：捕手（2004年中日ドラゴンズドラフト8巡）
- 工藤隆人：外野手（2004年北海道日本ハムファイターズドラフト9巡）
- 松井光介：投手（2005年ヤクルト大学生・社会人ドラフト3巡）
- 寺内崇幸：内野手（2006年巨人大学生・社会人ドラフト6巡）
- 鈴木誠：投手（2006年巨人育成ドラフト1巡）
- 小林太志：投手（2007年横浜ベイスターズ大学生・社会人ドラフト1巡）
- 中尾敏浩：外野手（2007年ヤクルト大学生・社会人ドラフト5巡）
- 小杉陽太：投手（2008年横浜ドラフト5巡）
- 十亀剣：投手（2011年埼玉西武ライオンズドラフト1位）
- 縞田拓弥：内野手（2011年オリックスドラフト2位）
- 川端崇義：外野手（2011年オリックスドラフト9位）
- 戸田亮：投手（2012年オリックスドラフト6位）
- 吉田一将：投手（2013年オリックスドラフト1位）
- 田中広輔：内野手（2013年広島ドラフト3位）
- 阿知羅拓馬：投手（2013年中日ドラフト4位）
- 飯田哲矢：投手（2014年広島ドラフト6位）
- 坂寄晴一：投手（2014年オリックスドラフト6位）
- 西野真弘：内野手（2014年オリックスドラフト7位）
- 関谷亮太：投手（2015年千葉ロッテマリーンズドラフト2位）
- 東條大樹：投手（2015年ロッテドラフト4位）
- 石岡諒太：内野手（2015年中日ドラフト6位）
- 進藤拓也：投手（2016年横浜DeNAドラフト8位）
- 田嶋大樹：投手（2017年オリックスドラフト1位）
- 板東湧梧：投手（2018年ソフトバンクドラフト4位）
- 太田龍：投手（2019年巨人ドラフト2位）
- 伊藤将司：投手（2020年阪神ドラフト2位）
- 山田龍聖：投手（2021年巨人ドラフト2位）

### 国鉄・東日本地区各鉄道管理局野球部出身プロ野球選手

#### 高崎鉄道管理局
- 新井茂：外野手（1955年大映スターズ入団）

#### 宇都宮鉄道管理局
- 伊藤国雄：投手、外野手（1937年名古屋軍入団）

#### 新潟鉄道管理局
- 土佐内吉治：投手、内野手（1950年国鉄スワローズ入団）
- 今井雄太郎：投手（1970年阪急ブレーブス2位）

## 元プロ野球選手の競技者登録
- 安田猛
- 銚子利夫
- 内田順三
- 高山郁夫

## 在籍者
- 濵岡武明
- 山本浩司
- 佐藤拓也
- 中野達也 - コンディショニングスタッフ（外部トレーナー）

## かつて所属していた選手・関係者
- 平岡凞
- 飛田穂洲
- 藤本定義 - 東京巨人軍初代監督
- 中野真一 - かつては監督を務めた。渋谷駅駅長[3]。
- 長友真輝 - 引退後の現在は池袋駅駅長[4]。
- 堀井哲也 - 現慶應義塾大学監督、大学野球日本代表監督
- 齋藤達則
- 竹内和也 - 第85回都市対抗優秀選手
- 片岡昭吾 - 第78回都市対抗久慈賞、現日本大学監督、片岡保幸の実兄
- 生島大輔 - 2024年より関西独立リーグ・淡路島ウォリアーズ監督
- 吉永健太朗
- 丸子達也 - 第88回都市対抗優秀選手
- 永谷暢章
- 松本晃 - 第82回都市対抗橋戸賞、第84回都市対抗打撃賞・優秀選手、2012年・2013年社会人ベストナイン
- 近森雄太
- 山口裕次郎 - 2016年日本ハムドラフト6位指名も入団拒否（2024年ドラフト会議で指名拒否の選手が出る迄は最後のドラフト指名後の入団拒否選手であった）